# سيلفيا ميرفي
سيلفيا ميرفي هي عازفة الجاز ومغنية كندية، ولدت في 1931.